# Rise (Lost Frequencies)
Rise is een nummer van de Belgische deephouse-dj Lost Frequencies uit 2021. Het is vermoedelijk de eerste single van zijn aankomende derde studioalbum.
Het nummer kreeg extra airplay aandacht, door Big Hit te zijn op MNM en bereikte de 10e positie in de Vlaamse Ultratop 50 .